# 芦沢孝子
芦沢 孝子（あしざわ たかこ〔本名同じ〕、1943年11月8日 - ）は、愛知県名古屋市出身の日本の女優。身長158 cm。体重60 kg。血液型はA型。
名古屋市立西陵商業高等学校を卒業。NHK名古屋放送劇団研究所に入団したことがきっかけでデビュー。劇団雲、舞プロモーション、プロダクション・エムスリーを経て希楽星所属。
特技は名古屋弁。趣味は一人旅、ドライブ。

## 出演

### 映画
- 「子連れ狼 死に風に向う乳母車」（1972年9月2日）
- 「座頭市」（1989年2月4日）
- 「3-4X10月」（1990年9月15日）
- 「デスノート the Last name」（2006年11月3日）

### テレビドラマ
- 大河ドラマ（NHK）
  - 「新・平家物語」第1話（1972年1月2日） - 侍女 役
  - 「おんな太閤記」第32話（1981年8月16日） - 侍女 役
  - 「春の波涛」第3話（1985年1月20日） - 松方満佐子 役
  - 「新選組!」第4話・第5話（2004年2月1日・2月8日） - 松井きぬ 役
- 「鉄道100年 大いなる旅路」（1972年4月2日 - 10月15日、日本テレビ）
- 必殺シリーズ（テレビ朝日）
  - 「必殺仕掛人」第12話（1972年11月18日） - おひろ 役
  - 「必殺仕置人」第14話（1973年7月21日） - お滝 役
- 「長谷川伸シリーズ」第26話（1973年3月28日、テレビ朝日）
- 「太陽にほえろ!」（日本テレビ）
  - 第49話「そのとき、時計は止まった」（1973年6月22日）
  - 第653話「一枚のシール」（1985年6月21日）
- 「赤福のれん」（1975年10月4日 - 12月27日、フジテレビ）
- 「特別機動捜査隊」（テレビ朝日）
  - 第767話「わたしは尼寺へ行きたい」（1976年7月28日） - 照順尼 役
  - 第793話「季節労働者哀歌」（1977年2月2日） - はる江 役
- 「伝七捕物帳」第141話（1977年3月1日、日本テレビ） - 長屋のおかみ 役
- 「ロボット110番」第23話（1977年9月23日、テレビ朝日）
- 「がんばれ!レッドビッキーズ」第2話・第9話・第20話・第27話・第40話（1978年1月13日・3月3日・5月26日・7月28日・11月3日、テレビ朝日） - 野川千鶴子 役
- 「熱中時代 第2シリーズ」第15話「熱中先生と冷たい女たち」（1980年10月18日、日本テレビ） - 母親 役
- 「女商一代 やらいでか!」（1981年1月5日 - 9月25日、フジテレビ） - 仲居 役
- 「俺はおまわり君」第11話（1981年5月5日、日本テレビ）
- 「ザ・ハングマン」（テレビ朝日）
  - 「ザ・ハングマン」第31話（1981年6月19日）
  - 「ザ・ハングマンII」第8話（1982年7月23日）
- 「はまなすの花が咲いたら」第14話（1982年2月9日、TBS）
- ザ・サスペンス「入試問題殺人事件」（1982年5月1日、TBS）[4]
- 「わが子よII」（1982年7月5日 - 8月27日、TBS）
- 火曜サスペンス劇場（日本テレビ）
  - 「松本清張の『霧の旗』」（1983年1月4日）
  - 「赤い夕日の大地で」（1987年2月24日）
  - 「小京都ミステリー」第25作（1999年3月23日） - 松崎 役
- 連続テレビ小説（NHK）
  - 「おしん」第54話（1983年6月4日） - 客 役
  - 「君の名は」第80話・第83話（1991年7月2日・7月5日） - 主婦 役
  - 「あぐり」第78話（1997年7月5日） - 山村伯爵夫人 役[5]
  - 「ちゅらさん」第149話（2001年9月21日） - 近所の人達 役
    - 「ちゅらさん2」第1話（2003年3月31日）

  - 「どんど晴れ」第9話（2007年4月11日） - 婦人 役
- 「ふぞろいの林檎たち」第8話（1983年7月15日、TBS）
- 「歳月」第15話（1983年11月25日、NHK） - 女性客 役
- 「少女が大人になる時 その細き道」第5話（1984年3月4日、TBS）
- 「瑠璃色ゼネレーション」第6話（1984年10月12日、日本テレビ）
- 「不良少女とよばれて」第9話（1984年6月12日、TBS）
- 「人妻捜査官」第7話（1984年7月6日、テレビ朝日）
- 「思い出トランプ」第2話（1984年8月28日、NHK）
- 「オレゴンから愛」第1話（1984年10月4日、フジテレビ）
- 「瑠璃色ゼネレーション」第6話（1984年10月12日、日本テレビ）
- 「夫婦生活」（1985年6月21日 - 8月23日、TBS）
- 「うちの子にかぎって… 第2期」第11話（1985年7月12日、TBS） - デザイナー 役
- 「アルザスの青い空」（1985年10月10日 - 12月26日、フジテレビ）
- 「真田太平記」第31話・第32話（1985年11月27日・12月4日、NHK） - 千姫の侍女 役
- 夏樹静子サスペンス「ベビー・ホテル」（1986年2月17日、フジテレビ）
- 心のメッセージ（1987年、NHK） - 夫人 役
- 「プロゴルファー祈子」第13話（1988年1月20日、フジテレビ）
- 東芝日曜劇場（TBS）
  - 「ツッパリ娘が父親の泥棒を見た…」（1988年5月8日）
  - 「結婚式ものがたり」（1991年6月30日）
- 「素晴らしき帰郷」（1988年8月29日 - 9月16日、NHK）
- 「避暑地の猫」第2話（1988年9月8日、テレビ朝日）
- 「南野陽子のおかしなおかしな大脱走」（1988年10月5日、TBS）
- 「新橋烏森口青春篇」（1988年11月21日 - 12月9日、NHK）
- 「うさぎの休日」（1988年12月3日、NHK）
- 「あなたが欲しい」第7話（1989年3月2日、フジテレビ）
- 「北の国から'89帰郷」（1989年3月31日、フジテレビ）
- 「教師びんびん物語II」第12話（1989年6月19日、フジテレビ）
- 男と女のミステリー → 金曜ドラマシアター → 金曜エンタテイメント → 金曜プレステージ（フジテレビ）
  - 「母子変容」（1989年10月13日）
  - 「陰獣」（1990年7月27日）
  - 「街」第3作（1991年1月25日） - 佐藤綾子 役
  - 「松本清張作家活動40年記念・波の塔」（1991年5月24日）
  - 「ざけんなョ!!シリーズ」第3作（1992年10月16日）
  - 「名古屋嫁入り物語」
    - 第6作「お待たせしました!!名古屋嫁入り物語6」（1994年7月8日）
    - 第7作「お待たせしました!!名古屋嫁入り物語7」（1995年）

  - 「鍵師」第3作（1995年8月4日） - 恋人詐欺被害未遂者 役
  - 「日向夢子調停委員事件簿」第1作（2003年8月1日） - 民事調停委員 役
  - 「ハマの静香は事件がお好き」第3作（2005年3月18日） - 宮村の妻 役
  - 「山村美紗サスペンス 黒の滑走路」第1作（2012年1月13日） - 石毛 役
- 月曜ドラマスペシャル（TBS）
  - 「脱獄山脈」（1990年1月22日）
  - 「ある外科医の告白」（1990年11月19日）
  - 「バスガイド愛子」第4作（1997年5月19日）
- 「いつも誰かに恋してるッ」第6話（1990年2月15日、フジテレビ）
- 「びんた」最終話（1990年3月27日、TBS）
- 「ビジネスマンの父より息子への30通の手紙」第3話（1990年7月10日、NHK）
- 「和宮様御留」（1991年1月1日、テレビ朝日）
- 「君だけに愛を」第2話（1991年1月19日、日本テレビ）
- 「東京ラブストーリー」第8話・第10話・最終話（1991年2月25日・3月11日・3月18日、フジテレビ）
- 「ラブストーリーは突然に」（1991年3月25日、フジテレビ）
- 世にも奇妙な物語（フジテレビ）
  - 「この気持ち伝えて」（1991年8月8日）
  - 「ある朝パニック」（1994年3月30日）
- 「金曜日の食卓」（1991年8月24日、NHK）
- 「大江戸捜査網」第1話（1991年10月11日、テレビ東京）
- 「女事件記者立花圭子」（1992年4月9日 - 6月18日、テレビ朝日）
- 「眠れない夜をかぞえて」第1話（1992年4月16日、TBS）
- 「ジュニア・愛の関係」第6話（1992年5月21日、フジテレビ） - 鰐口かつら 役
- 「子供が寝たあとで」第6話（1992年5月23日、日本テレビ）
- 「まったナシ!」（1992年7月4日 - 9月26日、日本テレビ）
- 「聖夜に逢いたい」（1992年12月23日、フジテレビ）
- 「赤い迷宮」第22話（1993年11月30日、TBS）
- 「風のロンド」（1995年4月3日 - 7月10日、フジテレビ）
- 「渡る世間は鬼ばかり 年末スペシャル」（1995年12月28日、TBS）
- 「もう大人なんだから!」（1996年4月1日 - 5月31日、TBS）
- 「透明人間」（1996年4月13日 - 7月6日、日本テレビ）
- 「のんちゃんのり弁」第18話（1997年2月26日、TBS）
- 「森繁久彌ドラマスペシャル・おじいさんの台所」（1997年9月29日、テレビ東京）
- 土曜ワイド劇場（テレビ朝日）
  - 「同居人カップルの殺人推理旅行」第5作（1998年5月2日） - 浜村 役
  - 「デパート仕掛け人!天王寺珠美の殺人推理」第3作（2009年10月17日） - 丸越デパート青葉支店の客 役
  - 「ショカツの女 新宿西署 刑事課強行犯係」第8作（2013年12月14日） - 瀬川雪絵の母 役
- 「スウィートデビル」第5話（1998年8月10日、テレビ朝日）
- 「眠れる森」第2話（1998年10月15日、フジテレビ）
- 「幸せづくり」（1999年1月4日 - 4月2日、フジテレビ）
- 「別れたら好きな人」（1999年1月6日 - 3月17日、テレビ東京）
- 「はるちゃん3」（1999年4月5日 - 7月2日、フジテレビ）
- 「ブランド」（2000年1月13日 - 3月23日、フジテレビ）
- 「オヤジぃ。」第1話（2000年10月8日、TBS）
- 「HERO」第5話（2001年2月5日、フジテレビ） - 川原敏江 役
- 「人にやさしく」第9話（2002年3月4日、フジテレビ）
- 「新・愛の嵐」第21話（2002年7月29日、フジテレビ）
- 「恋愛偏差値 第二章 Party」第1話（2002年8月1日、フジテレビ）
- 「緋色の記憶〜美しき記憶の秘密〜」（2003年1月6日 - 1月27日、NHK）
- 「動物のお医者さん」第4話（2003年5月8日、テレビ朝日）
- 「あなたの人生お運びします!」第7話（2003年5月22日、TBS）
- 「茂七の事件簿3 ふしぎ草紙」第3話（2003年7月25日、NHK）
- 「ダムド・ファイル」第6話（2003年8月15日、テレビ朝日）
- 「温泉へ行こう4」第52話（2003年11月11日、TBS）
- 「彼女が死んじゃった。」第1話（2004年1月17日、日本テレビ）
- 「砂の器」第2話（2004年1月25日、TBS）
- 「スカイハイ2」第5話（2004年2月13日、テレビ朝日）
- 「離婚弁護士」第4話（2004年5月6日、フジテレビ） - 客 役
- 「人間の証明」（2004年7月8日 - 9月9日、フジテレビ） - 客 役
- 「アットホーム・ダッド」（2004年4月13日 - 6月29日、フジテレビ） - 友人 役
- 「ジイジ〜孫といた夏〜」第1回（2004年8月16日、NHK）
- 「クリスマスドラマSP 奥さまは魔女リターンズ　北極のサンタクロース救出大作戦！」（2004年12月21日、TBS）
- 「慶次郎縁側日記2」第1話（2005年10月7日、NHK）
- 「1リットルの涙」第5話（2005年11月8日、フジテレビ）
- 「LIAR GAME」第1話（2007年4月14日、フジテレビ） - 振り込み詐欺に引っかかる女性 役
- 「真実の手記 BC級戦犯 加藤哲太郎「私は貝になりたい」」（2007年8月24日、日本テレビ）
- 「SP 警視庁警備部警護課第四係」第10話（2008年1月19日、フジテレビ） - 麻田有紀 役
- 「西村京太郎サスペンス トラベルライター榊佑子の殺人紀行」（2008年1月27日、BSジャパン） - 伊東恭子 役
- 「超高層マンションの妻 殺人来訪者」（2008年3月1日、テレビ朝日）
- 「ホームレス中学生」（2008年7月12日、フジテレビ）
- 「スクラップ・ティーチャー〜教師再生〜」第8話（2008年12月6日、日本テレビ） - 真行寺の母 役
- 「猿ロック」第4話（2009年9月17日・9月24日、日本テレビ） - 合田光子 役
- 「さよならぼくたちのようちえん」（2011年3月30日、日本テレビ） - カンナの祖母 役
- 「モメる門には福きたる」（2013年1月7日 - 3月29日、フジテレビ） - 沖立菊子 役
- 「ドクターカー」第7話（2016年5月26日、日本テレビ） - 朝城の故人 役
- 「山女日記 〜女たちは頂を目指して〜」最終話（2016年12月18日、NHK） - 吉田の母 役
- 「義母と娘のブルース」第1話（2018年7月10日、TBS）

### 特撮
- 「ザ・カゲスター」第15話・第17話・最終話（1976年7月19日・8月2日・11月29日、テレビ朝日） - チコの母 役
- 「がんばれ!!ロボコン」第104話（1976年12月3日、テレビ朝日） - ツトムの母 役
- 「5年3組魔法組」（1976年12月6日 - 1977年10月3日、テレビ朝日） - マサキの母 役
- 「ロボット110番」第24話・第31話・最終話（1977年9月30日・11月18日・12月30日、テレビ朝日） - タダトシの母 役
- 仮面ライダーシリーズ「仮面ライダーBLACK」第6話（1987年11月8日、テレビ朝日）

### その他
- 「ニュードキュメンタリードラマ昭和 松本清張事件にせまる」（1984年4月12日 - 9月27日、テレビ朝日）
- 「心のメッセージ」（1987年5月15日 - 1992年10月9日、NHK教育テレビジョン） - 夫人 役
- 「祝女」第1回（2010年1月10日、NHK） - 合田家お手伝い 役
- 「妖しき文豪怪談」第2回（2010年8月24日、NHKデジタル衛星ハイビジョン） - キンジの母親 役

## 方言指導
- 大河ドラマ（NHK）
  - 「信長 KING OF ZIPANGU」第8話・第9話・第14話・第15話・第17話・第18話・第20話 - 第31話・第33話 - 第37話・第40話・最終話（1992年2月23日・3月1日・4月5日・4月12日・4月26日・5月3日・5月17日 - 8月9日・8月23日 - 9月20日・10月11日・12月13日） - 名古屋弁指導
  - 「秀吉」第26話・第36話（1996年6月30日・9月15日）
  - 「利家とまつ〜加賀百万石物語〜」（2002年1月6日 - 12月15日）
  - 「功名が辻」第11話・第14話 - 第18話・第23話・第24話・第27話・第28話・第32話・第35話・第36話・第39話（2006年3月19日・4月9日 - 5月7日・6月11日・6月18日・7月9日・7月16日・8月13日・9月3日・9月10日・10月1日） - 尾張ことば指導
- 「女子刑務所東三号棟5 囚われ地獄の塀の中、今日も女の熱い戦いが… 懲役15年元婦警 私は負けない、娘の恨みを晴らす日まで…」（2003年9月25日、TBS）
- 「松本清張・最終章 わるいやつら」第1話 - 最終話（2007年1月19日 - 3月9日、テレビ朝日）

### 舞台
- 夏の夜の夢
- マクベス

### ラジオ
- 砂の上の雲